# Brettia cornigera
Brettia cornigera är en mossdjursart som beskrevs av Busk 1884. Brettia cornigera ingår i släktet Brettia, ordningen Cheilostomatida, klassen Gymnolaemata, fylumet mossdjur och riket djur. Inga underarter finns listade i Catalogue of Life.